# Театральная площадь (Выборг)
Театральная площадь — площадь в центре города Выборга, примыкающая к парку имени Ленина и ограниченная Крепостной, Пионерской и Театральной улицами. Является элементом редко встречающегося в градостроительстве комплекса — «каскада» из трёх площадей, расположенных на одной пространственной диагонали (Соборной, Театральной и Рыночной).

## История
Площадь спроектирована в соответствии с генеральным планом Выборга 1794 года. При императрице Екатерине II началось строительство лютеранской кирхи святой Екатерины, освящённой при Павле I в качестве собора Петра и Павла шведско-немецкого прихода. По сторонам от кирхи планировалось построить и другие здания в стиле классицизма: народную школу и консисторию, а также здания присутственных мест, а напротив — подковообразный в плане гостиный двор.
Из них, однако, строить начали только гостиный двор, спроектированный Д. Кваренги, но было возведено только его восточное крыло, разобранное в 1913 году. Поблизости от недостроенных торговых рядов в 1837 году по проекту К. Л. Энгеля было построено здание пожарного депо. На стороне площади, отводившейся под присутственные места, при Павле I были возведены четыре длинных корпуса казарм, и площадь стала использоваться как плац. Отсюда и название Плац-парад или Парадная площадь («плац-парадное место»).
В 1830 году посетивший Выборг император Николай I приказал посадить по периметру площади деревья. С конца XIX века до первой мировой войны на площади периодически проводились соревнования по теннису, городкам и другие спортивные мероприятия. Формирование застройки площади завершилось в 1900 году возведением банковских зданий в стиле неоренессанса: Финляндского объединённого банка (архитектор К. Г. Нюстрём) и банка Северных стран (архитектор В. Аспелин). 
Боковым фасадом на площадь выходил комплекс зданий, включавший Выборгскую ратушу, возведённую в 1795—1797 годах, а также городской театр, ресторан и гостиницу, построенные в 1832—1843 годах по проекту А.Ф. Гранштедта. Проектом, разработанным в 1899 году архитектором У. Нюстрёмом, предусматривалось строительство с южной стороны площади внушительного корпуса ратуши с высокой часовой башней. Для этого было снесено здание гостиного двора, а пожарная служба переселилась в новое здание на площади Мельничной Горы, однако из-за событий Первой мировой войны, революции и Гражданской войны в Финляндии участок остался незастроенным.
В 1920 году на углу площади произошла крупнейшая в Финляндии трамвайная авария, когда при повороте с крутого спуска сошло с рельсов два вагона, в результате чего погибло пять человек и не менее десяти человек пострадало.
На углу нынешних улиц Крепостной и Пионерской в XVIII веке был построен каменный жилой дом. В 1910 году он было реконструирован по проекту Уно Ульберга, и на втором этаже до 1939 года действовал известный на всю Финляндию ресторан «Лехтоваара», открытый в 1916 году кондитером Эмилем Лехтоваарой, а впоследствии проданный шведу Рагнару Ханссону. На первом этаже находились отделение сберегательного банка и винный магазин. В послевоенные годы выгоревшее и отремонтированное здание, полностью утратившее внешний и внутренний декор, использовалось под нужды швейной фабрики. После закрытия фабрики в 1990-х годах здание длительное время пустовало, но к концу 2024 года восстановлено в облике, близком к довоенному.
В годы Советско-финской войны (1941—1944) здания городского театра, ратуши и пожарного депо сгорели. В ходе восстановительных работ послевоенного времени площадь, переименованную в 1945 году в Пионерскую, отвели под проведение детских праздников и культурно-массовых мероприятий, в том числе пионерских костров. До середины 1980-х годов на площади располагалась карусель. В 1957 году рядом с церковью, в которой в советское время действовал клуб учебного отряда — школы младших авиационных специалистов (ШМАС) военно-морского флота, был открыт летний кинотеатр «Дружба», рассчитанный на 400 зрителей (здание, выстроенное из сборных конструкций и окрашенное в зелёный цвет, было разобрано в конце XX века). С 1960 года в центре площади располагается фонтан, в оформлении которого использована скульптура медведя с разрушенного в военное время здания вокзала. Приспособление площади под зону семейного отдыха сопровождалось озеленением и перепланировкой: взамен упразднённого переулка перед церковным фасадом через площадь по диагонали был проложен проезд, впоследствии названный Банковским. После посадки новых деревьев площадь постепенно слилась с парком имени Ленина: решётка парка, когда-то располагавшаяся у церковных стен, теперь охватывает значительную часть площади. 
В 1991 году здание церкви передано выборгской лютеранской общине. Поблизости от него в 2009 году сооружён памятник епископу Микаэлю Агриколе.
Развалины здания ратуши в 1962 году были приспособлены под кинотеатр («Выборг», затем «Выборг-Палас»), в котором с 1993 года ежегодно проводится кинофестиваль «Окно в Европу».
В 1998 году на площади перед зданием кинотеатра открыта «Аллея актёрской славы», где организаторами фестиваля увековечиваются на гранитных плитах имена видных деятелей российского киноискусства. На тротуаре вдоль Крепостной улицы размещены эмблема кинофестиваля «Окно в Европу» и памятные звёзды, при этом рядом с теми звёздами, что установлены прижизненно, имеются отпечатки рук знаменитостей.
С 2008 года Пионерская площадь переименована в Театральную (ранее это название носила соседняя Соборная площадь). С того же года, после разделения всей территории Выборга на микрорайоны, Театральная площадь относится к Центральному микрорайону города.
В 2018 году в небольшом треугольном сквере, отделённом от основной части площади Банковским проездом, был установлен памятник Выборгскому трамваю — изготовленный на Выборгском судостроительном заводе макет в натуральную величину, украшенный статуями вагоновожатого и мальчика-безбилетника. В связи с этим сквер получил название Трамвайного.

## Скульптурные изображения
Из всех выборгских площадей Театральная отличается наибольшим количеством скульптурных композиций, представляющих все основные жанры: портретный, исторический, мифологический, бытовой, символический, аллегорический и анималистический.
| Название                                                                              | Год установки | Автор                  | Фото | Фото |
| ------------------------------------------------------------------------------------- | ------------- | ---------------------- | ---- | ---- |
| Статуи грифонов на фасаде банка Северных стран                                        | 1900          |                        |      |      |
| Статуи львов с гербами Выборга и Хельсинки на фасаде Финляндского объединённого банка | 1900          |                        |      |      |
| Светильник с барельефом на лестнице Финляндского объединённого банка                  | 1911          | Хильда Флодин-Риссанен |      |      |
| Фонтан с медведем                                                                     | 1960          | Ева Гюльден            |      |      |
| Аллея актёрской славы                                                                 | 1998          |                        |      |      |
| Памятник Микаэлю Агриколе                                                             | 2009          | Эмиль Викстрём         |      |      |
| Статуи вагоновожатого и мальчика-безбилетника у памятника выборгскому трамваю         | 2018          | Сергей Астапов         |      |      |